# La Fonda (l'Escala)
Can Sureda o la Fonda és una casa dins del nucli antic de la població de l'Escala (l'Alt Empordà), al sector nord-oest, formant cantonada amb la Plaça de Víctor Català i el Carrer del Pintor Joan Massanet. Edifici preconcebut com a hostal o fonda, tal como ho indica el plafó central emplaçat a la façana principal. Va ser restaurada vers l'any 2005. Actualment solament s'utilitza una part dels baixos destinats a un centre d'estètica. La resta de l'immoble es troba en desús.

## Arquitectura
Edifici de planta rectangular, distribuït en planta baixa i dos pisos, amb la coberta plana. La façana oberta a la plaça Víctor Català presenta dues obertures d'arc rebaixat bastides en pedra, utilitzades com el portal d'accés i un gran finestral. A cada pis hi ha dos balcons exempts, els del primer amb llosana rectangular motllurada i els superiors amb llosana circular. La façana està rematada amb una barana combinada d'obra i ferro, amb un plafó central amb el nom de "LA FONDA". La façana al Carrer del Pintor Joan Massanet presenta un únic portal rectangular emmarcat amb carreus de pedra, a la planta baixa. A cada pis hi ha tres balcons exempts, el central molt més ample que els laterals.
Tot el parament és arrebossat i pintat de color groc. Les cantonades estan decorades imitant carreus perfectament escairats.